# Lancer du disque féminin aux Jeux olympiques d'été de 1964
Navigation
Rome 1960 Mexico 1968
L'épreuve du lancer du disque féminin aux Jeux olympiques de 1964 s'est déroulée le 19 octobre 1964 au Stade olympique national de Tokyo, au Japon.  Elle est remportée par la Soviétique Tamara Press.

## Résultats

### Finale
| Rang               | Athlète               | Pays                       | Essais | Essais | Essais | Essais         | Essais         | Essais         | Marque | Notes |
| Rang               | Athlète               | Pays                       | 1      | 2      | 3      | 4              | 5              | 6              | Marque | Notes |
| ------------------ | --------------------- | -------------------------- | ------ | ------ | ------ | -------------- | -------------- | -------------- | ------ | ----- |
| Médaille d'or      | Tamara Press          | Union soviétique           | x      | 55,38  | 50,58  | 55,23          | 57,27          | 56,08          | 57,27  | OR    |
| Médaille d'argent  | Ingrid Lotz           | Équipe unifiée d’Allemagne | 57,21  | x      | 55,41  | x              | 54,59          | 54,74          | 57,21  |       |
| Médaille de bronze | Lia Manoliu           | Roumanie                   | 55,90  | x      | x      | 56,09          | 56,97          | x              | 56,97  |       |
| 4                  | Virzhiniya Mikhaylova | Bulgarie                   | 47,38  | 56,56  | 52,19  | 56,70          | 55,77          | 55,54          | 56,70  |       |
| 5                  | Yevgeniya Kuznetsova  | Union soviétique           | 55,17  | 53,58  | x      | x              | x              | 53,80          | 55,17  |       |
| 6                  | Jolán Kleiber-Kontsek | Hongrie                    | 54,46  | 53,05  | 53,51  | 53,14          | 54,87          | 51,69          | 54,87  |       |
| 7                  | Kriemhild Hausmann    | Équipe unifiée d’Allemagne | 48,35  | 53,81  | 53,02  | Non qualifiées | Non qualifiées | Non qualifiées | 53,81  |       |
| 8                  | Olimpia Cataramă      | Roumanie                   | 53,08  | 49,99  | 51,28  | Non qualifiées | Non qualifiées | Non qualifiées | 53,08  |       |
| 9                  | Jiřina Němcová        | Tchécoslovaquie            | 49,06  | 52,80  | 51,13  | Non qualifiées | Non qualifiées | Non qualifiées | 52,80  |       |
| 10                 | Judit Stugner         | Hongrie                    | 50,88  | 50,47  | 52,52  | Non qualifiées | Non qualifiées | Non qualifiées | 52,52  |       |
| 11                 | Nina Romashkova       | Union soviétique           | 52,15  | 51,12  | 52,48  | Non qualifiées | Non qualifiées | Non qualifiées | 52,48  |       |
| 12                 | Olga Fikotová         | États-Unis                 | 51,21  | x      | 51,58  | Non qualifiées | Non qualifiées | Non qualifiées | 51,58  |       |
| 13                 | Valerie Sloper        | Nouvelle-Zélande           | 48,93  | 46,17  | 49,59  | Non qualifiées | Non qualifiées | Non qualifiées | 49,59  |       |
| 14                 | Doris Müller          | Équipe unifiée d’Allemagne | x      | x      | 45,63  | Non qualifiées | Non qualifiées | Non qualifiées | 45,63  |       |